# Даурски сеносъбирач
Даурският сеносъбирач (Ochotona dauurica) е вид бозайник от семейство Пики (Ochotonidae).

## Разпространение и местообитание
Разпространен е в Китай, Монголия и Русия.